# Comunicado de Shanghái
El Comunicado Conjunto de los Estados Unidos de América y la República Popular China, también conocido como el Comunicado de Shanghái, fue un documento diplomático emitido por los gobiernos de Washington D. C. y Pekín el 27 de febrero de 1972, en la última noche de la visita del presidente Richard Nixon a China.
El documento prometió que era del interés de todas las naciones que Estados Unidos y China trabajaran hacia la normalización de sus relaciones y afirmó un interés mutuo en la distensión.

## Antecedentes
El asesor de seguridad nacional, Henry Kissinger, fue enviado a la República Popular China para misiones diplomáticas secretas en 1971, que incluyeron deliberaciones iniciales sobre el comunicado y la planificación de la visita del presidente estadounidense Richard Nixon a la China continental dominada por el Partido Comunista (PCCh). El primer ministro chino Zhou Enlai sirvió como enlace chino en las negociaciones, con quien Kissinger tuvo 25 horas de reuniones documentadas. Kissinger no utilizó traductores del Departamento de Estado debido a preocupaciones de filtración.
Las visitas secretas de Kissinger involucraron siete borradores sobre el contenido del Comunicado de Shanghái. Kissinger inicialmente estaba interesado en redactar un comunicado que solo mencionara los intereses mutuos entre Estados Unidos y la no reconocida República Popular China, pero Zhou buscó incluir los desacuerdos entre sus respectivos estados para crear un documento más significativo. Este movimiento hacia una representación honesta de las relaciones impresionó a Kissinger, quien cada vez tenía una opinión más favorable sobre el liderazgo chino.
Se llevaron a cabo más negociaciones sobre el comunicado con el jefe de gabinete de la Casa Blanca, el general Alexander Haig, en representación de Estados Unidos, mientras se preparaba en China continental un mes antes de la visita de Nixon. Informado por el conflicto fronterizo sino-soviético, Haig enfatizó la amenaza fronteriza que la Unión Soviética representaba para China continental y argumentó que había un interés mutuo significativo entre Estados Unidos y la República Popular China en el intercambio de información y en contrarrestar militarmente a la Unión Soviética. Zhou y Mao Zedong consideraron los comentarios como falsos e ignorantes de las capacidades de defensa chinas. Sin embargo, creían que las declaraciones de Haig reflejaban un deseo genuino de distensión de Estados Unidos.

### la visita de Nixon
Durante la visita de febrero de 1972, Nixon y Kissinger repitieron en numerosas ocasiones la narrativa de los intereses sino-estadounidenses compartidos para contrarrestar a la Unión Soviética. Mao, cuando se le informó sobre las reuniones de Zhou Enlai con la delegación estadounidense, siguió mostrándose escéptico sobre la utilidad de las propuestas de seguridad. Zhou fue algo sensible a las ofertas específicas de Kissinger para ayudar en la detección de alerta temprana.
El 25 de febrero surgieron desacuerdos sobre el contenido del comunicado dentro de la delegación estadounidense. El comunicado en ese momento había reconocido los tratados de seguridad que Estados Unidos había firmado con el nuevo Estado del Japón y la República de Corea. El entonces secretario de Estado William P. Rogers y el diplomático Marshall Green rechazaron la falta intencional de Nixon y Kissinger de mencionar el Tratado de Defensa Mutua sino-estadounidense firmado con la República de China en la isla de Taiwán en 1955, alegando que la ausencia era una traición a un aliado cercano. Trabajando con Qiao Guanhua, Kissinger resolvió el desacuerdo el 26 de febrero eliminando todo el lenguaje relacionado con los tratados.
El comunicado final fue firmado en la noche del 27 de febrero de 1972 en el Hotel Jinjiang en Shanghái. Nixon salió de la República Popular China a la mañana siguiente.

## Documento
El Comunicado de Shanghái comienza mencionando brevemente algunas de las actividades que ocurrieron durante la visita de Nixon a China continental. Luego se hace un repaso de las diferencias entre los dos países.
La parte china expresó que apoyaba la soberanía de Laos, Camboya y Vietnam. Favorecieron a la República Popular Democrática de Corea y se opusieron a la entrada de la República de Corea en las Naciones Unidas. Además, también se opusieron a las percepciones del creciente "militarismo japonés" en el Japón de la posguerra. Con respecto a la guerra indo-pakistaní de 1971, China apoyó el continuo cese de las hostilidades pero reconoció a Jammu y Cachemira como territorio bajo soberanía de Pakistán.
La parte estadounidense mencionó más vagamente el apoyo a la soberanía de las naciones del Sudeste Asiático postcolonial y expresó su compromiso de retirar a los soldados estadounidenses de Vietnam. Afirmaron su apoyo a la República de Corea y reflejaron el interés de China continental en un alto el fuego continuo en Jammu y Cachemira sin afirmar parcialidad por India o Pakistán.
Lo que siguió en el comunicado fueron los intereses mutuos de Estados Unidos y la República Popular China. Ambas partes expresaron interés en la plena normalización de las relaciones y la reducción del riesgo de guerra internacional. Afirmaron que ninguno de los países "debe buscar la hegemonía en la región de Asia y el Pacífico" y que ambos países se oponen a los intentos de cualquier otra potencia de dominar la región. La Unión Soviética fue el objetivo implícito de la adición debido a su continua oposición a los Estados Unidos junto con las continuas fricciones con China continental luego de la ruptura sino-soviética.
El comunicado incluyó deseos de ampliar los contactos económicos y culturales entre las dos naciones, aunque no mencionó pasos concretos. El comunicado afirmaba que la normalización de las relaciones contribuiría "a la relajación de la tensión en Asia y el mundo".

### Situación de la República de China
El comunicado reconoció que hubo desacuerdos significativos entre la República Popular China y Estados Unidos sobre el estatus de la isla de Taiwán bajo soberanía de la República de China. La parte de Pekín repitió su política de larga data de que Taiwán "es un asunto interno de China en el que ningún otro país tiene derecho a interferir" y agregó que "todas las fuerzas e instalaciones militares estadounidenses deben retirarse de Taiwán".
Estados Unidos expresó su propia interpretación de la política de Una sola China al reconocer que "todos los chinos a ambos lados del Estrecho de Taiwán sostienen que solo hay una China y que Taiwán es parte de China" y reafirmó "su interés en un arreglo pacífico de la cuestión de Taiwán por los propios chinos" y afirmó "el objetivo final de la retirada de todas las fuerzas e instalaciones militares estadounidenses de Taiwán", pero no respaldó explícitamente a la República Popular China como el conjunto de China. Kissinger describió la medida como una "ambigüedad constructiva", que continuaría obstaculizando los esfuerzos por una normalización completa.

## Legado
El Comunicado de Shanghái representó las primeras negociaciones diplomáticas de los Estados Unidos con la República Popular China desde su fundación en 1949, y fueron las primeras comunicaciones oficiales con el Partido Comunista de China desde la Misión Dixie de 1944 a 1947.
En una visita a Taipéi en marzo de 1972, el diplomático estadounidense Marshall Green argumentó al ministro de Relaciones Exteriores de la República de China, Chow Shu-Kai, que la aceptación del comunicado representaba un cambio en las prioridades de la República Popular China. Es decir, Green argumentó que el comunicado demostraba que la República Popular China valoraba la paz con los Estados Unidos por encima de la confrontación con la República de China y, posteriormente, aumentó la seguridad de la isla de Taiwán.
Las secuelas del escándalo de Watergate a finales de 1972 llevaron a Nixon a quitarle prioridad a los esfuerzos diplomáticos adicionales con la República Popular China.
Las relaciones sino-estadounidenses se normalizaron oficialmente en el Comunicado Conjunto sobre el Establecimiento de Relaciones Diplomáticas en 1979 bajo la administración Carter.
En un artículo de opinión de febrero de 2017 para The Diplomat, el presidente del Comité Nacional de Relaciones entre Estados Unidos y la República Popular China, Stephen Orlins, elogió el Comunicado de Shanghái por la estabilidad a través del Estrecho que ofrecía a Taiwán. Orlins dijo que el comunicado ayuda a asegurar la confianza de las inversiones occidentales en Taiwán debido a los amplios impactos de la apertura de China continental y el continuo diálogo de alto nivel a través del Estrecho.
Reafirmar los acuerdos realizados en el comunicado ha sido un componente vital de las continuas relaciones bilaterales entre Pekín y Washington D. C. especialmente después de un cambio en la presidencia estadounidense.